# Senegambia
Con el nombre de Senegambia se conoce tanto a la confederación que suscribieron Senegal y Gambia en los años 1980, como, por extensión, a la región de África Occidental en donde se encuentran estos dos países.

## La Confederación de Senegambia

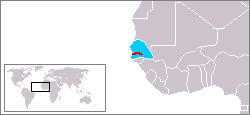
Senegal
Gambia

La fallida Confederación de Senegambia existió desde el 1 de febrero de 1982, tras un acuerdo entre Senegal y su vecino Gambia (que se encuentra rodeado por dicho país) firmado el 12 de diciembre de 1981. La federación pretendía promover la cooperación entre ambas naciones, pero fue disuelta por Senegal el 30 de diciembre de 1989 cuando Gambia rehusó avanzar más en la unión federal.
Durante su corta existencia, Senegambia fue una unión pragmática basada en la seguridad mutua de los intereses de los dos países. El gobierno senegalés temía una inestabilidad nacional causada por los levantamientos sociales en Gambia y la región de Casamanza. Este temor se volvió realidad el 30 de julio de 1981, cuando izquierdistas gambianos protagonizaron un intento de golpe de Estado contra el presidente Dawda Jawara. A petición del presidente Jawara, el ejército senegalés entró a Gambia y exitosamente sofocó la insurrección. Sin embargo, esta nueva posibilidad de cambio de régimen forzado promovió la unificación de ideas que habían sido desarrolladas en la región. Léopold Sédar Senghor, primer presidente de Senegal, fue uno de "les trois pères" ("los tres padres") de la Negritud. Senghor creía en la Negritud no solamente en el sentido de la posibilidad de unificar Senegal y Gambia, sino que también parecía haber creído que esto sería un proceso orgánico. 
A pesar de la corta existencia de la Confederación, Senegambia fue una de las uniones africanas de más duración del periodo. 
El apoyo al proceso de integración senegambiana vino primeramente de los dos gobiernos y de las élites de ambos países; los ciudadanos comunes no estaban mayormente interesados en la idea de la integración. Una vez que las amenazas de inestabilidad política comenzaron a disiparse, ambas naciones regresaron a sus tradicionales aprensiones y estereotipos con respecto a la otra. Los gambianos, una vez que el golpe de Estado pareció sólo ser un simple hecho histórico, comenzaron a temer por la pérdida de su propio poder, soberanía e identidad bajo la sumisión de Senegal. Hughes y Lewis, en su análisis de Senegambia, enumeran una serie de problemas con las uniones que a menudo conducen al fracaso, los que esta unión compartía. En este contexto, la principal plataforma sobre la cual Senegambia había sido forjada, esto es, la mutua cooperación, marcó el principio del fin. El término oficial de la unión tuvo lugar el 23 de agosto de 1989, cuando el presidente senegalés Abdou Diouf decidió que era mejor que la Confederación se disolviera tras infructuosas conversaciones para mantenerla con vida.

## Gobierno
Según el documento confederal, el presidente de Senegal era el jefe de Estado de la Confederación, mientras que el presidente de Gambia era el Vicepresidente. Sin embargo, el poder ejecutivo de la Confederación era de facto bicéfalo, ya que según el documento ambos mandatarios debían estar de acuerdo antes de tomar cualquier decisión.
| Presidente de la Confederación Senegal | Presidente de la Confederación Senegal | Presidente de la Confederación Senegal | Inicio               | Fin                      | Partido            | Otros cargos                      |
| -------------------------------------- | -------------------------------------- | -------------------------------------- | -------------------- | ------------------------ | ------------------ | --------------------------------- |
|                                        |                                        | Abdou Diouf (1935-)                    | 1 de febrero de 1981 | 30 de septiembre de 1989 | Partido Socialista | Presidente de Senegal (1981-2000) |

| Vicepresidente de la Confederación Gambia | Vicepresidente de la Confederación Gambia | Vicepresidente de la Confederación Gambia | Inicio               | Fin                      | Partido                     | Otros cargos                     |
| ----------------------------------------- | ----------------------------------------- | ----------------------------------------- | -------------------- | ------------------------ | --------------------------- | -------------------------------- |
|                                           |                                           | Dawda Jawara (1924-2019)                  | 1 de febrero de 1981 | 30 de septiembre de 1989 | Partido Progresista Popular | Presidente de Gambia (1970-1994) |

## Concepto geográfico

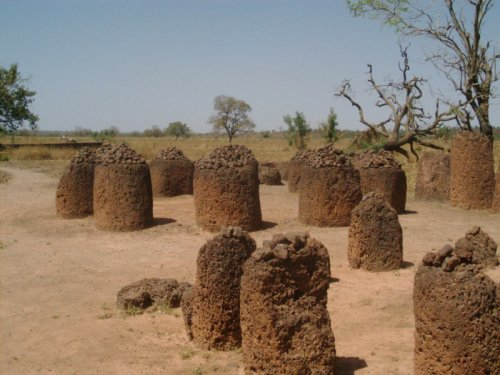
Círculos megalíticos de Senegambia.

Tras la disolución de la Confederación, el nombre de Senegambia ha seguido utilizándose para referirse a la región geográfica cubierta por las repúblicas de Senegal y Gambia, cubierta por las cuencas de los ríos Senegal y Gambia.
Los Círculos megalíticos de Senegambia forman parte de la lista de Patrimonios de la Humanidad.